# Раде Богићевић
Раде Богићевић (Јежевица, 19. фебруара 1936.— Чачак, 12. јануар 2012) био је српски певач народне музике.

## Биографија
Рођен је у Јежевици код Чачка. Завршио је чачанску гимназију, а затим и музичку школу у Београду, где постаје и наставник музике. И поред завршеног теоријско - наставног одсека, рано је научио да свира гитару, бас, клавир и хармонику.
Хармонику је свирао крадом по тадашњим кафанама, а његово свирање и певање чули су срећом, чачански музиканти. Када је пред двадесетак музиканата одсвирао и отпевао неке своје песме, многи су се одушевили, а само ретки су наслутили револуцију у народној песми.
Добитник је Златне плакете Југотона, прве златне плоче тог издавача и прве златне плоче у СФРЈ за песму По градини месечина као дан.
Добитник је повеље за изузетан стваралачки рад Удружења естрадних уметника Србије.
Објавио је књигу Нове песме.

## Дует Боса Овука и Раде Богићевић
У КУД Браћа Стаменковић у Београду, Раде упознаје музикалну Личанку Босу Овуку, текстилног техничара којом се касније и оженио. Све што чује од Радета - Боса отпева. Наступали су по београдским насељима (тада селима око Београда).
Појавио се мешовито вокални - дует, стилски потпуно различит од бројних дуета тог доба. Њихове песме су од стране најстроже критике проглашене за народњачке оперете. Народ је њихове песме прихватио као своје, иако нису снимили ни једну изворну песму. На многим плочама пратили су их ансамбли Јовице Петковића и Драгана Алексића.
Песме овог дуета величају лепоту природе и патријархалног начина живота: По градини месечина к'о дан, Обране су јабуке румене, Поранио момак млад, Коловођо, колом крени...
У јеку највеће популарности, позвани су на један музички фестивал. Строга комисија одредила је правила и направила оштру селекцију. Уочи самог наступа са песмом Коловођо, колом крени, интервенисао је Бора Илић - неприкосновени музички ауторитет Радио Београда, тражећи од Радета да не пева поменуту песму, јер је толико испред осталих да би обесмислила такмичење. Радетов понос није пристао на такав захтев и практично никада више нису запевали на телевизији, сем у једном појављивању у Београдској хроници.
1993. године селе се у Чачак и певају углавном на приватним журкама и пријатељима.
Боса Овука је преминула 1. фебруара 2003. године, а Раде Богићевић 12. јануара 2012. године у Чачку.

## Најпознатије песме
- По градини месечина к'о дан
- Звиждук у градини
- Марамица свиленица
- Куд' да идем и где да те тражим
- Обране су јабуке румене
- У мом старом завичају
- Мој деда Солунац
- Киша роси ситна, ситница
- Коловођо, колом крени
- Знао сам те кад си била мала
- Славуј пева у зору
- Желео бих да те чешће сањам

## Фестивали
- 1967. Илиџа - Са драгим сам завађена
- 1967. Илиџа - Ој Мораво, реко намилија (алтернативни дует Браћа Бајић)
- 1968. Илиџа - Сватови се окупили